# 스페이스 월드

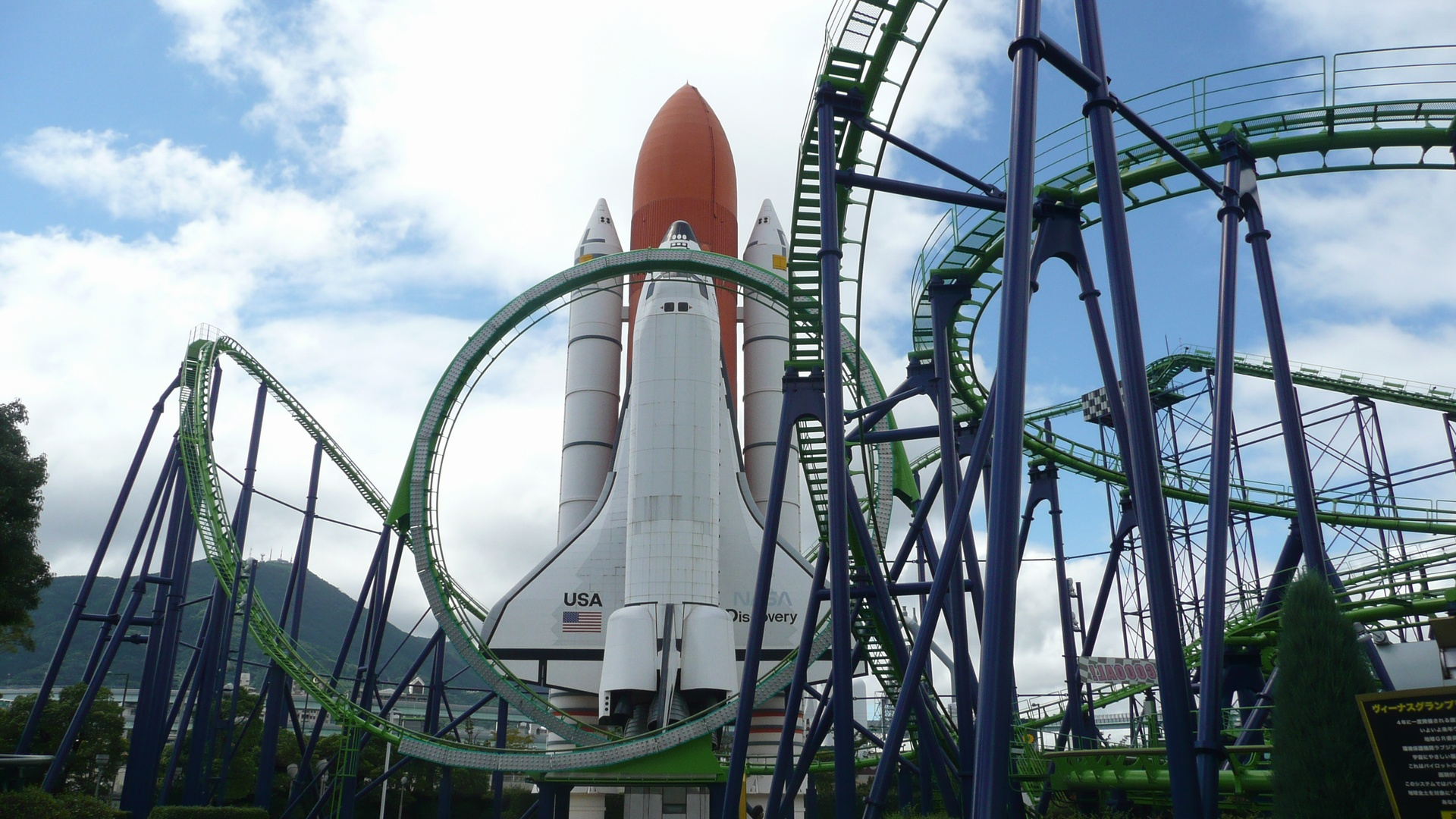
비너스 GP

스페이스 월드(일본어: スペースワールド)는 일본 야하타히가시구에 있는 테마파크였다. 블랙홀 스크램블, 비너스 GP, 자턴, 부기우기 스페이스 코스터, 타이탄 맥스, 클리퍼 등 6개의 롤러코스터가 있다.
2016년에 공원은 다음 해 말에 폐쇄될 것이라고 공식적으로 발표했다. 이 공원은 2018년 1월 1일 오전 2시에 영구적으로 폐쇄됐다.
비너스 GP 롤러코스터는 스페이스 월드 폐쇄 후 히메지 센트럴 파크로 이전됐다. 2022년에 다시 운행을 재개했다.